# Río Eastmain
El río Eastmain (del francés: Rivière Eastmain); en inglés: Eastmain River es un río de la vertiente Ártica de Canadá que discurre por la parte noroccidental de la provincia de Québec. Nace en el Quebec centroseptentrional y fluye a lo largo de 756 kilómetros, hacia el oeste, para acabar desembocar en la bahía de James. Drena una cuenca de 46 400 km², mayor que países como Estonia, Suiza o los Países Bajos. 
El pueblo cree de Primeras Naciones de Eastmain se encuentra en la desembocadura del río.
Desde finales de los años 1980, la mayor parte de las aguas del río Eastmain han sido desviados y fluyen hacia el norte a través del embalse Opinaca (con una superficie de alrededor de 950 km²), y hacia el embalse Robert-Bourassa, parte de La Grande Complex de Hydro-Québec. El resto del río Eastmain solo lleva una fracción de su anterior caudal, permitiendo que se hiele en el invierno (véase foto).
Un último proyecto de energía hidroeléctrica en la parte superior del río Eastmain se encuentra actualmente en construcción (2005). El proyecto era parte del proyecto hidroeléctrico original por el Acuerdo de la bahía de James y Quebec Septentrional de 1975. El embalse Eastmain con el tiempo tendrá una superficie de alrededor de 600 km² y la planta de energía Eastmain-1 generará un máximo de 900 MW.

## Historia
El río Eastmain recibió su nombre por el principal distrito oriental de la Compañía de la Bahía de Hudson que estaba ubicado al este y al sur de la bahía de Hudson. Uno de sus más antiguos puestos comerciales llamado Fort Rupert (actual Wascaganish) fundado en la vecina desembocadura del río Rupert en 1668, estableció en 1685 a Slud River Post o bien East Main Post en la orilla meridional de la desembocadura del río Eastmain pero ambos fueron destruidos por los franceses en 1686. East Main Post fue reconstruido en 1719 y también en 1730 y Rupert House recién se reconstruiría en 1776.